# 釧路総合振興局
| 釧路総合振興局 管内のデータ    |                                                 |
|                                |                                                 |
| 自治体コード                   | 01660-8                                         |
| 発足                           | 2010年4月1日 （釧路支庁から改組）               |
| 面積                           | 5,996.17 km² （2024年10月1日）                  |
| 世帯数                         | 121,179世帯 （2024年1月1日 住民基本台帳）       |
| 総人口                         | 208,050人 （2025年2月28日 住民基本台帳）        |
| 隣接している 振興局管内        | オホーツク総合振興局 十勝総合振興局、根室振興局 |
| 釧路総合振興局（旧・釧路支庁） |                                                 |
| 所在地                         | 〒085-8588 釧路市浦見2丁目2-54                  |
| 外部リンク                     | 釧路総合振興局                                  |
| 表 話 編 歴                    |                                                 |

釧路総合振興局（くしろそうごうしんこうきょく）は、北海道の総合振興局のひとつ。振興局所在地は釧路市。2010年（平成22年）4月1日、釧路支庁に代わって発足した。

## 歴史
- 1897年（明治30年）11月 - 釧路支庁を設置。
- 1922年（大正11年）8月 - 釧路国支庁に改称。
- 1948年（昭和23年）10月20日 - 足寄郡足寄村・淕別（りくんべつ）村を十勝支庁へ移管。
- 1957年（昭和32年）4月1日 - 名称を釧路支庁に戻す。
- 2010年（平成22年）4月1日 - 釧路支庁を釧路総合振興局に改組

## 所管
従来の釧路支庁と同一であるが、条例により、「広域で所管することが望ましい業務」に関しては隣接する根室振興局（根室支庁）管内においても事務に当たることが出来るものとされている。
14支庁を9総合振興局・5振興局へ再編する北海道総合振興局設置条例では、道東総合振興局（どうとうそうごうしんこうきょく）の名称で、根室支庁より改組される根室振興局を下部組織として設置する予定であったが、「格下げ」に対する反発が生じたことから2009年（平成21年）3月に条例を改正。名称を支庁と同じ「釧路総合振興局」とし、根室振興局については総合振興局と同等の地位（地方自治法上の支庁）とされた。

## 人口

### 都市雇用圏（10% 通勤圏）の変遷
以下は、釧路市を中心市とする都市雇用圏（10% 通勤圏、中心都市の DID 人口が1万人以上）の変遷である。一般的な都市圏の定義については都市圏を参照のこと。
- 10% 通勤圏に入っていない自治体は、各統計年の欄で灰色かつ「-」で示す。

| 自治体 ('80) | 1980年                 | 1990年                 | 1995年                 | 2000年                 | 2005年                 | 2010年                 | 自治体 （現在） |
| ------------ | ---------------------- | ---------------------- | ---------------------- | ---------------------- | ---------------------- | ---------------------- | --------------- |
| 音別町       | -                      | -                      | -                      | -                      | -                      | 釧路 都市圏 21万3616人 | 釧路市          |
| 阿寒町       | -                      | -                      | -                      | -                      | 釧路 都市圏 22万0098人 | 釧路 都市圏 21万3616人 | 釧路市          |
| 釧路市       | 釧路 都市圏 24万2331人 | 釧路 都市圏 23万7886人 | 釧路 都市圏 23万3614人 | 釧路 都市圏 22万5576人 | 釧路 都市圏 22万0098人 | 釧路 都市圏 21万3616人 | 釧路市          |
| 釧路町       | 釧路 都市圏 24万2331人 | 釧路 都市圏 23万7886人 | 釧路 都市圏 23万3614人 | 釧路 都市圏 22万5576人 | 釧路 都市圏 22万0098人 | 釧路 都市圏 21万3616人 | 釧路町          |
| 白糠町       | 釧路 都市圏 24万2331人 | 釧路 都市圏 23万7886人 | 釧路 都市圏 23万3614人 | 釧路 都市圏 22万5576人 | 釧路 都市圏 22万0098人 | 釧路 都市圏 21万3616人 | 白糠町          |
| 鶴居村       | -                      | -                      | -                      | -                      | -                      | 釧路 都市圏 21万3616人 | 鶴居村          |
| 厚岸町       | -                      | -                      | -                      | -                      | -                      | -                      | 厚岸町          |
| 浜中町       | -                      | -                      | -                      | -                      | -                      | -                      | 浜中町          |
| 標茶町       | -                      | -                      | -                      | -                      | -                      | -                      | 標茶町          |
| 弟子屈町     | -                      | -                      | -                      | -                      | -                      | -                      | 弟子屈町        |

### 人口変遷
| |                                                |  |
| 釧路総合振興局と全国の年齢別人口分布（2005年） | 釧路総合振興局の年齢・男女別人口分布（2005年） |  |
| ■紫色 ― 釧路総合振興局 ■緑色 ― 日本全国 | ■青色 ― 男性 ■赤色 ― 女性                      |  |
| 釧路総合振興局（に相当する地域）の人口の推移 \| 1970年（昭和45年） \| 285,157人 \| \| \| 1975年（昭和50年） \| 297,703人 \| \| \| 1980年（昭和55年） \| 307,195人 \| \| \| 1985年（昭和60年） \| 306,767人 \| \| \| 1990年（平成2年） \| 295,380人 \| \| \| 1995年（平成7年） \| 287,643人 \| \| \| 2000年（平成12年） \| 276,654人 \| \| \| 2005年（平成17年） \| 261,891人 \| \| \| 2010年（平成22年） \| 247,320人 \| \| \| 2015年（平成27年） \| 236,516人 \| \| \| 2020年（令和2年） \| 222,613人 \| \| |                                                |  |
| 総務省統計局 国勢調査より |                                                |  |
| 1970年（昭和45年） | 285,157人                                      |  |
| 1975年（昭和50年） | 297,703人                                      |  |
| 1980年（昭和55年） | 307,195人                                      |  |
| 1985年（昭和60年） | 306,767人                                      |  |
| 1990年（平成2年） | 295,380人                                      |  |
| 1995年（平成7年） | 287,643人                                      |  |
| 2000年（平成12年） | 276,654人                                      |  |
| 2005年（平成17年） | 261,891人                                      |  |
| 2010年（平成22年） | 247,320人                                      |  |
| 2015年（平成27年） | 236,516人                                      |  |
| 2020年（令和2年） | 222,613人                                      |  |

## 地理
{{{annotations}}}